# Skrivnost starega mostu
Skrivnost Starega Mostu (v izvirniku špansko El secreto de Puente Viejo) je španska telenovela, ki se je predvajala na TV PINK 3.

## Zgodba
Zgodba se začne na koncu 19. stoletja, ko prelepi mladi služkinji Pepi Aguire gospodar in ljubimec Carlos Castro ukrade sina in ga da svoji ženi. Tako se Pepa mora oddaljiti od svojega sina Martina in njegove nove družine. Pepa sicer res odide, ampak pred odhodom si priseže da tega otroka ne bo nikoli pozabila in da se bo enkrat vrnila ponj.
Po več letih pride v Puente Viejo, kjer spozna Tristana Montenegra, vojaka, ki se po dolgih letih vrača k svoji ženi Augustiji in sinu, ki ga v resnici sploh ne pozna. Takrat se Pepa in Tristan tudi zaljubita, vendar je njuna ljubezen nemogoča in ločitev je neizbežna. Poleg tega pa Pepa ni pozabila svojega sina in moškega, ki ji je uničil življenje. Ravno takrat v Puente Viejo prihaja tudi Carlos Castro, njen velik sovražnik. Mračne skrivnosti preteklosti pa vedno pridejo na površje in grozijo s tem, da bodo izdane. Poleg tega pa v Puente Viejo vsak skriva kakšno skrivnost.